# Vorkuta

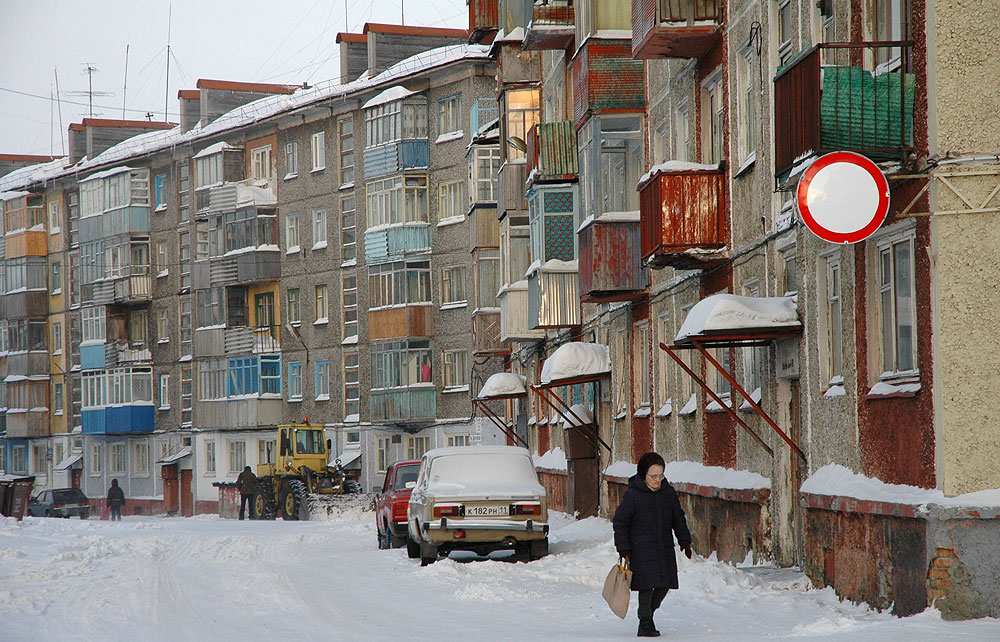
Blocuri de locuinţe în Vorkuta (februarie 2007).

Vorkuta (rusă: Воркута) este un oraș cu mine de cărbuni în Republica Komi, Rusia situat la nord de cercul polar arctic, în bazinul carbonifer Peciora. În 2002 orașul avea circa 87.000 de locuitori.
Începuturile așezării datează din 1932, când a fost înființat aici un lagăr de muncă forțată. În iulie-august 1953 în lagărele de deținuți politici și de prizonieri de război a avut loc Greva de la Vorkuta prima grevă politică din istoria URSS, la care au participat în jur de 250.000 de prizonieri și deținuți.
Una din principalele resurse economice ale orașului au fost minele dar, în prezent, o mare parte au fost închise din lipsă de rentabilitate. 